# 哈特萊克鎮區 (明尼蘇達州哈伯德縣)
哈特萊克鎮區（英語：Hart Lake Township）是位於美國明尼蘇達州哈伯德縣的一個行政鎮區。

## 地方資料
哈特萊克鎮區的面積為92.07平方千米，當中陸地面積為87.70平方千米，而水域面積為4.37平方千米。根據2020年美國人口普查的數據，當地共有人口543人，而人口密度為每平方千米5.9人。